# Spoorlijn 100 (België)
Spoorlijn 100 is een Belgische spoorlijn die Saint-Ghislain met Maffle verbond. De lijn was 20,6 km lang. Na verleggen van de aansluiting tussen Saint-Ghislain en Y Criquelion nam de lengte toe met 3,6 km.

## Geschiedenis
Op 18 september 1879 werd een spoorlijn tussen Maffle, een deelgemeente van Aat, en Vaudignies officieel geopend door de Belgische Staatsspoorwegen. Enkele maanden later, op 8 november 1879, was de spoorlijn verlengd tot in Saint-Ghislain.
Op 6 september 1962 werd het reizigersverkeer stopgezet, evenals het goederenverkeer tussen Maffle en Tertre. Dit stuk spoorlijn werd opgebroken in 1965. Het resterende deel van de spoorlijn, tussen Saint-Ghislain en Tertre wordt nog intensief gebruikt voor het goederenverkeer. Tot 1970 was er op dit stuk ook nog beperkt reizigersverkeer ten behoeve van de mijnwerkers. Deze treinen werden niet vermeld in het spoorboekje. Op deze lijn, meer bepaald in het station van Tertre, stonden ook de laatste armseinen van België. Met de sluiting van Block 2 in Tertre op 7 juni 2019 verloren ook deze laatste twee seinen hun functie en werden door lichtseinen vervangen.

## Aansluitingen
In de volgende plaatsen is of was er een aansluiting op de volgende spoorlijnen:
Saint-Ghislain
Spoorlijn 78 tussen Saint-Ghislain en Doornik
Spoorlijn 90 tussen Denderleeuw en Saint-Ghislain
Spoorlijn 97 tussen Bergen en Quiévrain
Spoorlijn 99 tussen Saint-Ghislain en Warquignies
Spoorlijn 102 tussen Saint-Ghislain en Frameries
Spoorlijn 245 tussen Saint-Ghislain en Saint-Ghislain Rivage
Y Criquelion
Spoorlijn 90 tussen Denderleeuw en Saint-Ghislain
Spoorlijn 242 tussen Y Criquelion en Darse Sud
Maffle
Spoorlijn 90 tussen Denderleeuw en Saint-Ghislain